# 手指角
手指角（英語：Finger Point），是南極洲的海岬，位於南桑威奇群島，處於維索科伊島北端，在1930年被繪入地圖，由英國研究隊命名，由英國海外領土管轄。